# Chung Jong-soo
Chung Jong-soo (정종수?, 鄭鍾洙?; 27 marzo 1961) è un allenatore di calcio ed ex calciatore sudcoreano, di ruolo difensore.

## Statistiche

### Cronologia presenze e reti in Nazionale
| Cronologia completa delle presenze e delle reti in nazionale ― Corea del Sud | Cronologia completa delle presenze e delle reti in nazionale ― Corea del Sud | Cronologia completa delle presenze e delle reti in nazionale ― Corea del Sud | Cronologia completa delle presenze e delle reti in nazionale ― Corea del Sud | Cronologia completa delle presenze e delle reti in nazionale ― Corea del Sud | Cronologia completa delle presenze e delle reti in nazionale ― Corea del Sud | Cronologia completa delle presenze e delle reti in nazionale ― Corea del Sud | Cronologia completa delle presenze e delle reti in nazionale ― Corea del Sud |
| Data                                                                         | Città                                                                        | In casa                                                                      | Risultato                                                                    | Ospiti                                                                       | Competizione                                                                 | Reti                                                                         | Note                                                                         |
| ---------------------------------------------------------------------------- | ---------------------------------------------------------------------------- | ---------------------------------------------------------------------------- | ---------------------------------------------------------------------------- | ---------------------------------------------------------------------------- | ---------------------------------------------------------------------------- | ---------------------------------------------------------------------------- | ---------------------------------------------------------------------------- |
| 18-2-1982                                                                    | Calcutta                                                                     | India                                                                        | 2 – 2                                                                        | Corea del Sud                                                                | 1982 Nehru Cup                                                               | 1                                                                            |                                                                              |
| 20-2-1982                                                                    | Calcutta                                                                     | Uruguay                                                                      | 2 – 2                                                                        | Corea del Sud                                                                | 1982 Nehru Cup                                                               | -                                                                            |                                                                              |
| 1-3-1982                                                                     | Calcutta                                                                     | Corea del Sud                                                                | 1 – 1                                                                        | Cina                                                                         | 1982 Nehru Cup                                                               | -                                                                            |                                                                              |
| 21-3-1982                                                                    | Seul                                                                         | Corea del Sud                                                                | 3 – 0                                                                        | Giappone                                                                     | Korea-Japan Annual Match                                                     | -                                                                            |                                                                              |
| 8-5-1982                                                                     | Bangkok                                                                      | Corea del Sud                                                                | 1 – 0                                                                        | Indonesia                                                                    | King's Cup 1982                                                              | -                                                                            |                                                                              |
| 11-6-1982                                                                    | Gwangju                                                                      | Corea del Sud                                                                | 3 – 0                                                                        | Bahrein                                                                      | 1982 President's Cup                                                         | -                                                                            |                                                                              |
| 23-11-1982                                                                   | Nuova Delhi                                                                  | Iran                                                                         | 1 – 0                                                                        | Corea del Sud                                                                | Giochi asiatici 1982                                                         | -                                                                            | 65’                                                                          |
| 10-10-1984                                                                   | Calcutta                                                                     | Corea del Sud                                                                | 6 – 0                                                                        | Yemen del Nord                                                               | Qual. Coppa d'Asia 1984                                                      | -                                                                            |                                                                              |
| 13-10-1984                                                                   | Calcutta                                                                     | Pakistan                                                                     | 0 – 6                                                                        | Corea del Sud                                                                | Qual. Coppa d'Asia 1984                                                      | -                                                                            | 46’                                                                          |
| 16-10-1984                                                                   | Calcutta                                                                     | Corea del Sud                                                                | 0 – 0                                                                        | Malaysia                                                                     | Qual. Coppa d'Asia 1984                                                      | -                                                                            |                                                                              |
| 2-12-1984                                                                    | Singapore                                                                    | Arabia Saudita                                                               | 1 – 1                                                                        | Corea del Sud                                                                | Coppa d'Asia 1984 - 1º turno                                                 | -                                                                            |                                                                              |
| 7-12-1984                                                                    | Singapore                                                                    | Siria                                                                        | 1 – 0                                                                        | Corea del Sud                                                                | Coppa d'Asia 1984 - 1º turno                                                 | -                                                                            |                                                                              |
| 10-12-1984                                                                   | Singapore                                                                    | Qatar                                                                        | 0 – 1                                                                        | Corea del Sud                                                                | Coppa d'Asia 1984 - 1º turno                                                 | -                                                                            |                                                                              |
| 2-3-1985                                                                     | Kathmandu                                                                    | Nepal                                                                        | 0 – 2                                                                        | Corea del Sud                                                                | Qual. Mondiali 1986                                                          | -                                                                            |                                                                              |
| 10-3-1985                                                                    | Kuala Lumpur                                                                 | Malaysia                                                                     | 1 – 0                                                                        | Corea del Sud                                                                | Qual. Mondiali 1986                                                          | -                                                                            |                                                                              |
| 6-4-1985                                                                     | Seul                                                                         | Corea del Sud                                                                | 4 – 0                                                                        | Nepal                                                                        | Qual. Mondiali 1986                                                          | 1                                                                            |                                                                              |
| 19-5-1985                                                                    | Seul                                                                         | Corea del Sud                                                                | 2 – 0                                                                        | Malaysia                                                                     | Qual. Mondiali 1986                                                          | -                                                                            |                                                                              |
| 6-6-1985                                                                     | Daejeon                                                                      | Corea del Sud                                                                | 3 – 2                                                                        | Thailandia                                                                   | 1985 President's Cup                                                         | -                                                                            |                                                                              |
| 8-6-1985                                                                     | Gwangju                                                                      | Corea del Sud                                                                | 3 – 0                                                                        | Bahrein                                                                      | 1985 President's Cup                                                         | -                                                                            | 45’                                                                          |
| 15-6-1985                                                                    | Seul                                                                         | Corea del Sud                                                                | 2 – 0                                                                        | Iraq                                                                         | 1985 President's Cup                                                         | -                                                                            |                                                                              |
| 21-7-1985                                                                    | Seul                                                                         | Corea del Sud                                                                | 2 – 0                                                                        | Indonesia                                                                    | Qual. Mondiali 1986                                                          | -                                                                            |                                                                              |
| 30-7-1985                                                                    | Giacarta                                                                     | Indonesia                                                                    | 1 – 4                                                                        | Corea del Sud                                                                | Qual. Mondiali 1986                                                          | -                                                                            |                                                                              |
| 3-12-1985                                                                    | Los Angeles                                                                  | Messico                                                                      | 2 – 1                                                                        | Corea del Sud                                                                | Amichevole                                                                   | -                                                                            | 46’                                                                          |
| 8-12-1985                                                                    | Irapuato                                                                     | Ungheria                                                                     | 1 – 0                                                                        | Corea del Sud                                                                | Messico Tournament                                                           | -                                                                            | 29’                                                                          |
| 11-12-1985                                                                   | Guadalajara                                                                  | Messico                                                                      | 2 – 1                                                                        | Corea del Sud                                                                | Messico Tournament                                                           | -                                                                            |                                                                              |
| 9-2-1986                                                                     | Hong Kong                                                                    | Hong Kong                                                                    | 0 – 2                                                                        | Corea del Sud                                                                | Hong Kong Tournament                                                         | -                                                                            |                                                                              |
| 16-2-1986                                                                    | Hong Kong                                                                    | Corea del Sud                                                                | 1 – 3                                                                        | Paraguay                                                                     | Hong Kong Tournament                                                         | -                                                                            |                                                                              |
| 10-6-1986                                                                    | Puebla                                                                       | Corea del Sud                                                                | 2 – 3                                                                        | Italia                                                                       | Mondiali 1986 - 1º Turno                                                     | -                                                                            | 46’                                                                          |
| 1-10-1986                                                                    | Pusan                                                                        | Corea del Sud                                                                | 1 – 1 dts (5-4 dtr)                                                          | Iran                                                                         | Giochi asiatici 1986                                                         | -                                                                            | 81’                                                                          |
| 3-10-1986                                                                    | Seul                                                                         | Indonesia                                                                    | 0 – 4                                                                        | Corea del Sud                                                                | Giochi asiatici 1986                                                         | -                                                                            | 43’                                                                          |
| 10-8-1989                                                                    | Los Angeles                                                                  | Messico                                                                      | 4 – 2                                                                        | Corea del Sud                                                                | 1989 Marlboro Cup                                                            | -                                                                            | 46’                                                                          |
| 13-8-1989                                                                    | Los Angeles                                                                  | Stati Uniti                                                                  | 1 – 2                                                                        | Corea del Sud                                                                | 1989 Marlboro Cup                                                            | -                                                                            |                                                                              |
| 16-9-1989                                                                    | Seul                                                                         | Corea del Sud                                                                | 0 – 1                                                                        | Egitto                                                                       | Amichevole                                                                   | -                                                                            | 46’                                                                          |
| 25-10-1989                                                                   | Singapore                                                                    | Arabia Saudita                                                               | 0 – 2                                                                        | Corea del Sud                                                                | Qual. Mondiali 1990                                                          | -                                                                            | 62’                                                                          |
| 28-10-1989                                                                   | Singapore                                                                    | Emirati Arabi Uniti                                                          | 1 – 1                                                                        | Corea del Sud                                                                | Qual. Mondiali 1990                                                          | -                                                                            |                                                                              |
| 10-2-1990                                                                    | Attard                                                                       | Malta                                                                        | 1 – 2                                                                        | Corea del Sud                                                                | Rothmans Tournament                                                          | -                                                                            | ?’                                                                           |
| 17-6-1990                                                                    | Udine                                                                        | Corea del Sud                                                                | 1 – 3                                                                        | Spagna                                                                       | Mondiali 1990 - 1º turno                                                     | -                                                                            | 69’                                                                          |
| 21-6-1990                                                                    | Udine                                                                        | Corea del Sud                                                                | 0 – 1                                                                        | Uruguay                                                                      | Mondiali 1990 - 1º turno                                                     | -                                                                            |                                                                              |
| 9-9-1990                                                                     | Seul                                                                         | Corea del Sud                                                                | 1 – 0                                                                        | Australia                                                                    | Amichevole                                                                   | -                                                                            |                                                                              |
| 25-9-1990                                                                    | Pechino                                                                      | Pakistan                                                                     | 0 – 7                                                                        | Corea del Sud                                                                | Giochi asiatici 1990                                                         | 1                                                                            |                                                                              |
| Totale                                                                       |                                                                              | Presenze                                                                     | 40                                                                           |                                                                              | Reti                                                                         | 3                                                                            |                                                                              |